# Jakupica
Jakupica (makedonskyЈакупица) je jedno z nejrozsáhlejších pohoří nacházející se v Severní Makedonii. Jedná se v podstatě o horský systém složený z několika samostatných celků, dohromady tvořící kompaktní horstvo centrální Severní Makedonie. Nejvyšším vrcholem je Solunska Glava (2540 m) ležící v nejvyšší skupině Jakupica.

## Poloha
Horstvo se rozkládá směrem k jihu od hlavního města Skopje. Na západě tvoří hranici pohoří hluboce zaříznutá dolina řeky Treska, severovýchod potom ohraničuje tok řeky Vardar. Na východě leží město Veles.

## Geologie
Masivy Torbešija a Karadžica ležící na severovýchodě jsou tvořeny především břidlicemi a žulou. Centrální část pohoří Jakupica, Golešnica a Dautica je spíše vápencového charakteru.

## Geografie
Horský systém Jakupica sestává z několika masivů či horských hřebenů. Většinu území tvoří rozsáhlé zalesněné plochy s porosty buku, dubu a jehličnanů. Nad městem Skopje se na severu pohoří vypíná skupina Torbešija (Kitka, 1596 m). Na ní na jihozápadě navazuje skalnatý hřeben Karadžica (Karadžica, 2473 m) táhnoucí se až do centrální části horstva. V uzlovém bodě Solunska glava se střetává s nejvyšší skupinou Jakupica a nižším hřebenem Dautica (2178 m) pokračujícím dále k jihozápadu. Zcela na východě leží skupina Golešnica (Lisec, 1934 m).

### Vrcholy
| - Solunska Glava (2540 m) - Karadžica (2473 m) - Popovo Brdo (2380 m) - Ostar Breg (2365 m) - Ubava (2353 m) | - Ostar Vrv (2275 m) - Dautica (2178 m) - Bel Kamen (2074 m) - Lisec (1934 m) - Kitka (1596 m) |  |